# سبيكة الكوبالت والساماريوم

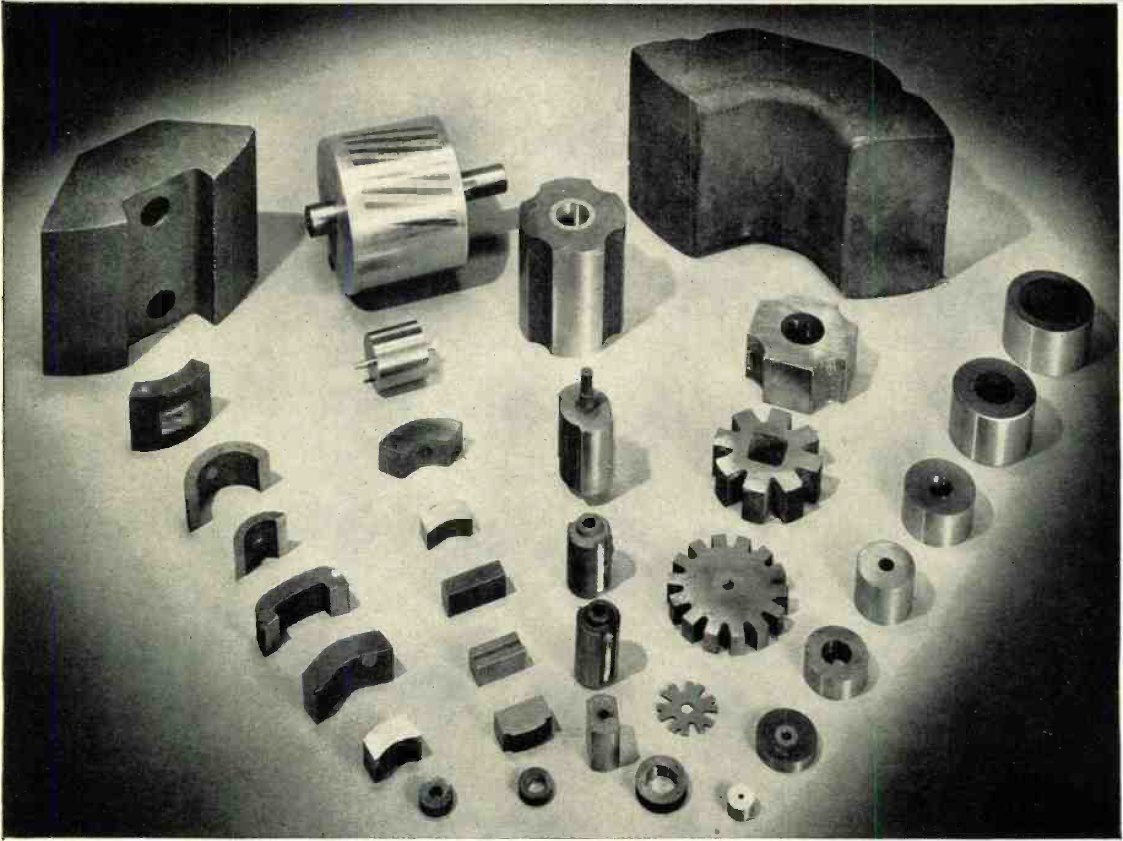
أشكال مختلفة من المغناطيس

سبيكة الكوبالت والساماريوم هي سبيكة تتألف بشكل رئيسي من عنصري الكوبالت والساماريوم، وتستخدم بشكل أساسي في صناعة المغانط الدائمة، والذي يعرف في هذه الحالة باسم مغناطيس الكوبالت والساماريوم، وهو نوع من أنواع مغناطيس العناصر الأرضية النادرة (rare-earth magnet).
طورت هذه السبيكة في أوائل ستينات القرن العشرين، وطورت نتيجة عمل مشترك بين رايت باترسون وجامعة ديتون.
تتميز المغانط المصنوعة من سبيكة الكوبالت والساماريوم بأنها شبيهة بقوتها بمغانط النيوديميوم.